# Doleschallia surculus
Doleschallia surculus är en fjärilsart som beskrevs av Hans Fruhstorfer 1912. Doleschallia surculus ingår i släktet Doleschallia och familjen praktfjärilar. Inga underarter finns listade i Catalogue of Life.